# Earth 2150
Earth 2150, другое название Earth 2150: Escape from the Blue Planet (в русской локализации «Земля 2150: Война Миров») — стратегия в реальном времени, созданная польской компанией Reality Pump и выпущенная в продажу компанией SSI в 2000 году. «Earth 2150» является продолжением малоизвестной «Earth 2140» и одной из первых полностью трёхмерных игр жанра RTS. К игре были выпущены два самостоятельных дополнения: «The Moon Project» (в русской локализации «Дети Селены») и «Lost Souls» («Воды Стикса»). Локализацией игры в России занималась компания Snowball Interactive, переводы делали компании «Акелла» и «1С». Следующей игрой в серии стала «Earth 2160», выпущенная в августе 2005 года.

## Игровой мир
В XXI век человечество вступило с научным прогрессом и надеждами на мир и процветание, однако в 2012 году начался мировой экономический кризис, когда обвалились фондовые и валютные биржи и прекратили своё существование и многие крупные международные конгломераты. Планету охватил хаос, и одна из частных компаний «Lunar Corporation» («Лунная Корпорация») объединилась с НАСА для строительства города на орбите Земли, ставшего известным как Orbital City I («Первый Орбитальный Город»). Туда переселились самые богатые и влиятельные люди, оставив бедных на Земле. В 2048 году началась мировая война, в ходе которой были разрушены крупные города Земли (Сингапур, Мадрид, Сеул, Москва и т.д.), полностью опустошены Европа и Восточная Азия, прекратили существование все старые государства. Пока шла война, жители Орбитального Города переселились на новую лунную базу и разорвали связи с Землёй.
К 2050 году остатки человечества собрались в две крупные империи: двенадцать штатов бывших США объединились в Соединённые Цивилизованные Штаты (англ. United Civilised States), где основную часть производства переложили на компьютеры, искусственный интеллект и роботов, поэтому их общество деградировало и превратилось в сборище ленивых людей; Европа и Азия объединились в Евразийскую Династию (англ. Eurasian Dynasty) под управлением потомков монгольских ханов (одним из основателей которой являлся бывший полковник российской армии по имени Сергей Зугич), где не было никакой роскоши, но общество было крайне милитаризированным и каждый житель Династии с юности обучался службе в армии, готовясь в любой момент вступить в бой и погибнуть за страну.
В 2140 году началась война между Династией и Штатами: Династия вторглась на земли Штатов. Военные компьютеры Штатов теснили солдат Династии, и вскоре евразийская армия потерпела ряд поражений. Это привело к тому, что в 2148 году база Соединённых Штатов была атакована на Северном Полюсе массированным залпом ядерных ракет. Взрыв привёл к смещению орбиты Земли, но его заметили только спустя два года: в 2150 году. Расстояние до Солнца должно было сократиться на 17% за следующие несколько лет, что ставило смертный приговор всей жизни на Земле. Учёные предложили единственный выход — построить эвакуационный флот, но его постройка потребует ресурсов, которые можно найти только в определённых регионах. Для Династии и Штатов такая война должна была стать действительно последней, что когда-либо увидит Земля — и только победитель в этой войне сможет избежать Армагеддона и бежать на другую планету.

## Особенности игры
Earth 2150 базируется на традиционных аспектах жанра RTS, характерных для таких игр, как StarCraft, Command & Conquer или Dune 2000: строительство базы, сбор ресурсов, накопление армии и её отправка на уничтожение вражеских войск. Но при этом эта же игра включила впервые в число особенностей погодные условия и их влияние на бой, ограничение боезапаса подразделений, смена времени суток и т.д. В игре есть ряд карт для одиночных и сетевых игр против искусственного интеллекта или живых противников. Сражения на картах не имеют никаких временных и технологических ограничений, поэтому прохождение технологической ветки значительно ускорено.

### Кампания
Кампания в Earth 2150 построена по особой военно-экономической схеме: игроку надо закончить сбор ресурсов для постройки эвакуационного флота за 180 игровых дней, но при этом ему предоставлена свобода действий, таким образом он может выбирать, какие миссии посетить и как распорядиться ресурсами. Кампания начинается зимой, позднее наступает весна, затем лето, которое оказывается катастрофически жарким, поскольку Земля умирает от катаклизмов, вода испаряется, мир превращается в пустыню. Последние бои ведутся среди лавы и вулканов. Сюжет подаётся в виде кратких текстовых вставок и коротких видеороликов с метеосводками или новостями о разработке оружия и строительстве флота. Игрок должен уложиться в отведённое время любой ценой вне зависимости от того, сколько он прошёл миссий. Если он не справится со своей задачей, в конце кампании появится видео-вставка разрушающейся Земли, означающая поражение игрока в кампании.
Игровая карта каждой миссии имеет определенное количество ресурсов. Задача игрока – быть умеренным в расходах на войска, чтобы осуществлять поставки ресурсов на строительство кораблей. Провал миссии не влечёт прекращение всей кампании, но при этом проваленное задание нельзя переиграть: чем больше провалено миссий, тем меньше шансов на победу в кампании.
В конце кампании каждая из сторон, несмотря на ожесточенный конфликт, построила свой корабль (или ряд кораблей). Согласно сюжету продолжения "Earth 2160", все корабли существовали одновременно (а не только в рамках сценария каждой из сторон).

## Оценки
| Сводный рейтинг       | Сводный рейтинг |
| Агрегатор             | Оценка          |
| --------------------- | --------------- |
| GameRankings          | 79,48 %         |
| Русскоязычные издания |                 |
| Издание               | Оценка          |
| «Страна игр»          | 8,0 из 10       |